# Disney Channel (USA)
 For alternative betydninger, se Disney Channel (flertydig). (Se også artikler, som begynder med Disney Channel)
Disney Channel USA er det oprindelige Disney Channel som senere kom til Danmark.
| Fjernsyn | Spire Denne artikel om en tv-kanal er en spire som bør udbygges. Du er velkommen til at hjælpe Wikipedia ved at udvide den. |